# Terry Butcher
Terry Butcher, właśc. Terence Ian Butcher (ur. 28 grudnia 1958 w Singapurze) – angielski piłkarz grający na pozycji obrońcy. Występował w takich klubach jak Ipswich Town czy Rangers. Wielokrotny reprezentant Anglii, trzykrotny uczestnik Mistrzostw Świata. Od 1990 pracuje jako trener.

## Kariera piłkarska

### Kariera klubowa
Urodzony w Singapurze (do 1959 kolonii brytyjskiej) Butcher dzieciństwo spędził w Lowestoft we wschodnioangielskim hrabstwie Suffolk. Pierwszym profesjonalnym klubem w jego karierze był Ipswich Town. W pierwszym zespole zadebiutował w 1978. Młody obrońca szybko zdobył zaufanie menedżera Bobby’ego Robsona i wywalczył miejsce w drużynie Ipswich, która była wtedy jedną z czołowych w angielskiej ekstraklasie (dwa razy z rzędu, w 1981 i 1982, Ipswich z Butcherem w składzie zdobyło Wicemistrzostwo Anglii). Butcher przyczynił się również do zdobycia w sezonie 1980-1981 Pucharu UEFA. W 1986 Ipswich spadło z ekstraklasy a Butcher przeniósł się do Glasgow, by bronić barw Rangersów. W szkockim zespole pełnił funkcję kapitana, trzykrotnie sięgał po tytuł mistrzowski oraz po Puchar Ligi Szkockiej. W 1990 powrócił do Anglii, by objąć funkcję grającego menedżera w Coventry City. Wystąpił w zaledwie sześciu meczach, po czym zdecydował się zakończyć występy na boisku. Do gry w piłkę powrócił na krótko w 1993, gdy pełnił funkcję szkoleniowca Sunderland.

### Reprezentacja
Już w pierwszych latach występów w Ipswich Butcher zwrócił na siebie uwagę selekcjonera reprezentacji Rona Greenwooda. 31 maja 1980 w meczu z Australią po raz pierwszy wystąpił w narodowych barwach. Dwa lata później znalazł się w kadrze na mundial w Hiszpanii. Podczas turnieju finałowego rozegrał 4 mecze. Wraz z objęciem w 1982 funkcji selekcjonera reprezentacji przez dotychczasowego menedżera Ipswich Bobby’ego Robsona Butcher stał się podstawowym zawodnikiem kadry narodowej. W 1986 kierował grą angielskiej obrony podczas Mistrzostw Świata w Meksyku, gdzie Anglicy dotarli do 1/4 finału. Kontuzja, której doznał w 1987 uniemożliwiła mu występ w finałach Euro 1988.
Pamiętny mecz w narodowych barwach rozegrał 6 września 1989 w Sztokholmie przeciwko Szwecji, w ramach eliminacji mundialu 1990. W trakcie spotkania Butcher doznał kontuzji głowy. Mimo poważnego urazu kontynuował grę z opatrunkiem na czole do końca meczu. Wielokrotne interwencje głową doprowadziły do rozejścia się szwów i krwawienia. Po zakończeniu gry niemal cała koszulka Butchera była czerwona od krwi. Mecz zakończył się bezbramkowym remisem. Uważa się, że swoją postawą w trakcie spotkania ze Szwedami Butcher walnie przyczynił się do wywalczenia cennego remisu, który przybliżył Anglików do awansu do Mistrzostw Świata. Występ Butchera jest do dziś pamiętany na Wyspach Brytyjskich jako przykład wyjątkowego poświęcenia dla drużyny.
Z drugiej strony, by widzów meczu na stadionie i przed telewizorami nie zrażać do futbolu widokiem krwi, FIFA po tym zdarzeniu przygotowała i wprowadziła w życie regulację, iż krwawiący zawodnik nie może powrócić do gry, dopóki nie zostanie skutecznie opatrzony. Sędziowie piłkarscy zostali zobowiązani do jej rygorystycznego egzekwowania.
W 1990 Anglicy dotarli do półfinału mundialu we Włoszech. Butcher ponownie kierował grą obrony zespołu Trzech Lwów. Zastępował również kontuzjowanego Bryana Robsona w roli kapitana zespołu. W grze o wejście do finału turnieju Anglicy musieli uznać wyższość zespołu Niemiec. Rozegrane 4 lipca 1990 spotkanie z Niemcami było ostatnim występem Butchera w narodowych barwach. Bilans gier w angielskiej kadrze zamknął na 77 meczach i 3 golach.

### Sukcesy piłkarskie
- Wicemistrzostwo Anglii 1981 i 1982, Puchar UEFA 1981 z Ispwich Town
- Mistrzostwo Szkocji 1987, 1989 i 1990, Puchar Ligi Szkockiej 1987, 1988, 1989 z Rangers

- Ćwierćfinał Mistrzostw Świata 1986, IV miejsce na Mistrzostwach Świata 1990 z reprezentacją Anglii

## Kariera szkoleniowa
Po zakończeniu występów w Rangersach i reprezentacji Anglii, w listopadzie 1990 Butcher objął funkcję grającego menedżera w Coventry City. Był wówczas najmłodszym szkoleniowcem prowadzącym klub w angielskiej ekstraklasie. Coventry pod jego kierownictwem z trudem broniło się przed spadkiem z ligi. 6 stycznia 1992 Butcher stracił stanowisko i przez ponad rok pozostawał bez pracy. Od lutego do grudnia 1993 prowadził Sunderland, pomagając drużynie także jako zawodnik. Także i ten zespół bronił się przed spadkiem, w związku z czym pod koniec roku Butcher pożegnał się z posadą menedżera. Do pracy szkoleniowej powrócił w 2001 obejmując funkcję asystenta w szkockim Motherwell. Rok później zastąpił Erica Blacka na stanowisku menedżera. Drużynę Motherwell prowadził przez cztery sezony. W tym czasie uniknął spadku z ekstraklasy, a w 2005 doprowadził Motherwell do finału Pucharu Ligi, przegranego z Rangersami. Rok później przeniósł się do australijskiego Sydney FC, jednak już w lutym 2007 został zwolniony. Od 30 marca pełnił funkcję asystenta w Partick Thistle, by miesiąc później podjąć pracę jako menedżer spadkowicza z League One – Brentford. Rok później Butcher został asystentem George’a Burleya w reprezentacji Szkocji. Pracował tam przez jeden rok, po czym w styczniu 2009 roku został trenerem Inverness Caledonian Thistle.
Terry Butcher udziela się również jako komentator meczów piłkarskich w radiu, telewizji oraz w grach komputerowych.